# Emilio Araujo y Araujo
Emilio Araujo y Araujo (Tuxtla Gutiérrez, Chiapas, 9 de agosto de 1892-23 de octubre de 1953) fue un abogado y político mexicano. Partícipe en los últimos años de la Revolución mexicana, fue diputado federal y senador.

## Biografía
Fue licenciado en Derecho egresado de la entonces Escuela Nacional de Jurisprudencia de la Universidad Nacional de México, habiendo cursado sus estudios de 1913 a 1917. En 1916 fue presidente municipal de Tuxtla Gutiérrez, y luego intentó sin lograr ser elegido diputado al Congreso Constituyente de 1916 a 1917; fue muy cercano al entonces presidente Venustiano Carranza y cuando este dejó la Ciudad de México rumbo al puerto de Veracruz al retirarse ante el avance de los alzados en la Revolución de Agua Prieta, lo acompañó hasta su asesinato en el pueblo de Tlaxcalantongo, Puebla.
En 1917 había sido elegido diputado federal por primera ocasión, representando al Distrito 1 de Chiapas en la XXVII Legislatura que concluyó en 1918; y este último año fue reelegido en el mismo cargo y distrito para la XXVIII Legislatura de 1918 a 1920. Tras concluir su periodo, y siendo opositor a los gobiernos de Álvaro Obregón y Plutarco Elías Calles pasó los años de 1920 a 1937 en diversas comisiones en Europa, entre ellas la de presidente de la Cámara de Comercio de la Ciudad de México en Europa en 1927. Ocupó también los cargos de juez en Chiapas y de asesor legal del Departamento del Distrito Federal y estableció un despacho jurídico en sociedad con Ezequiel Padilla Peñaloza.
En 1937 fue postulado nuevamente a diputado federal, en esta ocasión por el Distrito 3 de Chiapas, siendo elegido para la XXXVII Legislatura de 1937 a 1940. Al terminar la diputación, es a su vez elegido Senador por Chiapas en segunda fórmula para el periodo de 1940 a 1946 y que corresponderá a las Legislaturas XXXVIII y XXXIX. En ellas fue presidenta de la comisión 1a. de Justicia; y, secretario de las comisiones de Puntos Constitucionales; de Relaciones Exteriores; y, de Servicios Diplomáticos y Consulares. En 1945 fue asesor legal de la delegación de México en la Conferencia de San Francisco, encabezada por Ezequiel Padilla.
En 1946 apoyó a Padilla en su campaña como candidato a Presidente de México en las elecciones de ese año enfrentándose con el candidato oficial Miguel Alemán Valdés, postulado por el partido que fundó, el Partido Democrático Mexicano (PDM), del que Araujo se convirtió en vicepresidente. Tras ser derrotados, aunque se alegó durante algún tiempo fraude electoral, finalmente se retiró al ejercicio de su profesión hasta su fallecimiento el 23 de octubre de 1953.